# Elle et Louis
Albums de Louis Bertignac
Rocks
(1990) Bertignacoustic
(1994)
Elle et Louis est le premier album solo de Louis Bertignac paru en 1993. Enregistré à Paris et New York, produit par Tony Visconti, l'album passe inaperçu à sa sortie.

## Historique
Après la séparation des Visiteurs en 1991, Louis Bertignac part voyager en Inde et au Népal pour se ressourcer. À son retour, il se lance dans une nouvelle carrière solo en signant chez la maison de disque Columbia. Pour réaliser son nouvel album, Louis fait appel au producteur fétiche de David Bowie, Tony Visconti et à Olivier Lorsac pour écrire les paroles. 
L'enregistrement se déroule durant 1992-début 1993 chez Louis, au Studio Guilaume Tell à Paris et à New-Oyrk au East Hill Studio, avec la présence de la chanteuse Vanessa Paradis qui assure les chœurs sur Oubliez-moi, La Petite poupée, L'Amour interdit, L'Arroseur arrosé et La Fille d'Essaouira, et du batteur Manu Katché. 
Alors que la chanson Oubliez-moi est fortement inspiré de Get It On des T-Rex, Vanessa est directement inspirée par la chanteuse, alors que La fille d'Essaouira comporte des sons de musique orientale, et L'arroseur arrosé est basé sur des rythmes de musique latines. Enfin, Vas-y guitare est calibrée en chanson d'introduction des concerts du guitariste. 
À sa sortie en 1993, l'opus est un échec commercial et n'apparait pas dans les classements. Néanmoins Louis se lance dans une tournée acoustique, en témoigne l'album Bertignacoustic qui parait lui aussi en 1993.

## Liste des chansons
Toutes les paroles sont écrites par Olivier Lorsac, toute la musique est composée par Louis Bertignac.
| No  | Titre                | Durée |
| --- | -------------------- | ----- |
| 1.  | Oubliez-moi          | 4:28  |
| 2.  | Ma petite poupée     | 5:08  |
| 3.  | Vas-y guitare        | 6:34  |
| 4.  | L'Amour interdit     | 4:08  |
| 5.  | Le Fugitif           | 5:38  |
| 6.  | Démantibulé          | 4:58  |
| 7.  | Vanessa              | 5:49  |
| 8.  | La Maison blanche    | 4:06  |
| 9.  | Une vie de chien     | 4:47  |
| 10. | L'Arroseur arrosé    | 3:49  |
| 11. | La Fille d'Essaouira | 9:02  |

## Personnel

### Musiciens principaux
- Louis Bertignac[4] : chant, guitares, basse (2, 4, 5, 8, 9, 10) guitare électrique, guitare acoustique (1, 5, 10, 11) , percussion sur Oubliez-moi, congas, tambourin sur Vanessa, piano sur Vanessa et La maison blanche, arrangements cuivres sur Une vie de chien, tabla sur La fille d'Essaouira
- Tony Visconti : production, guitare acoustique (2, 4, 8, 9), arrangements cordes et cuivres, basse (1, 3, 6, 11), guitare tropicale sur L'arroseur arrosé, tambourin et chœurs sur Le fugitif
- Manu Katché : batterie (sauf Démantibulé et L'arroseur arrosé)
- Olivier Lorsac : paroles, tambourin et chœurs sur Le fugitif
- Gérald Manceau : percussion (2, 3, 8 et 11), batterie sur Démantibulé et L'arroseur arrosé
- Vanessa Paradis : chœurs (1, 2, 4, 10 et 11)

### Musiciens additionnels
- Ana Rago : chœurs (2, 3, 8 et 9)
- Flo & Eddie : chœurs (1, 8, 10)
- Richie Cannata : saxophone sur Oubliez-moi
- Al Chez : trompette (1, 7, 9 et 10)
- Spyros Poulos : piano (1, 2 et 9)
- Arno Hecht : saxophone baryton (1, 7, 9 et 10)
- Ossie Melendez : trombone (1, 7, 9 et 10)
- Richie Cannata : Saxophone ténor, saxophone soprano (1, 7, 9 et 10)
- Elena Barere : cordes (2, 4 et 11)
- Gérard Bikialo : orgue Hammond (3, 4 et 6), piano sur Le fugitif
- Morgan Visconti : basse sur Vanessa
- Augustin Maurs : violoncelle sur La fille d'Essaouira